# Três Cachoeiras
Três Cachoeiras este un oraș în Rio Grande do Sul (RS), Brazilia.